# Manuel Torres Izquierdo
Manuel Torres Izquierdo és un advocat i polític català vinculat a la UCD i el CDS.
El 1970 es llicencià en dret per la Universitat de Barcelona i des del 1971 és membre del Col·legi d'Advocats de Barcelona. S'especialitzà en dret urbanístics, laboral i matrimonial. També es diplomà en urbanisme a l'Institut d'Estudis de l'Administració Local i ha estat professor de dret del treball a l'Escola d'Alts Estudis Empresarials de la Universitat de Barcelona i de dret polític a la UNED.
De 1968 a 1970 treballà a Mutualisme Laboral i de 1970 a 1973 a la direcció de personal del Ferrocarril Metropolità de Barcelona. També ha estat advocat i subdirector secretari per a Catalunya de Companyia Telefònica i de la Cofraria de Pescadors de Barcelona.
Durant la transició espanyola s'afilià a la Unió de Centre Democràtic, partit del qual ha estat membre del consell polític nacional i secretari d'acció municipal. Fou elegit diputat a les eleccions generals espanyoles de 1979 per Centristes de Catalunya-UCD i fou vocal de la Comissió de Treball del Congrés dels Diputats. Quan s'ensorrà la UCD va ingressar al Centro Democrático y Social (CDS), però no ocupà cap càrrec destacat.